# وویکوویتسه
وویکوویتسه (به لاتین: Wojkowice) یک منطقهٔ مسکونی در لهستان است که در شهرستان بنجن واقع شده‌است. وویکوویتسه ۱۲٫۷۹ کیلومتر مربع مساحت و ۹٬۳۶۸ نفر جمعیت دارد.